# المدرب كارتر
المدرب كارتر فيلم دراما أمريكي من إخراج توماس كارتر. و هو مقتبس عن قصة حقيقية لمدرب ثانوية ريتشموند كين كارتر الذي لعب دوره الممثل صامويل جاكسون.
الفيلم إنتاج دولي مشترك بين مفن MTV و إنتاجات تولين/روبينز و تم توزيعه من قبل باراماونت.

## طاقم التمثيل
- صامويل جاكسون
- آشانتي
- روب براون
- روك جونزاليس
- تشانينج تيتوم

## القصة
يقبل المدرب كارتر عملا كمدرب لفريق مدرسته الثانوية القديمة، حيث لعب سابقاً في فريق مدرسته وحاز على عدة جوائز وحصل على عدة أرقام قياسية، ما إن يبدأ كارتر العمل حتى يعرف أن اللاعبين وقحون وفي حاجة للانضباط. فيسلم لهم عقودًا تنص على أن يحضروا جميع حصصهم ويحصلوا على نتائج جيدة في دراستهم، إضافة إلى شروط أخرى.
يطلب المدرب أيضا من المدرسين أن يقدموا تقارير حول مستوى لاعبيه الدراسي، على كل، يرفض ثلاث لاعبين منهم تيمو كروز العقد وينسحبون من الفريق، لاحقًا يقوم ابن المدرب بالانضمام إلى الفريق بعد خروجه من مدرسته الخاصة من أجل اللعب بجانب والده.

## الإنتاج
تم تصوير الفيلم في لونغ بيتش، كاليفورنيا، و لوس أنجلوس.

## الإصدار

### العرض الرسمي
عرض الفيلم لأول مرة في قاعات السينما بتاريخ 14 يناير 2005 في الولايات المتحدة.

### الميزانية والإيرادات
بلغت ميزانية الفيلم ثلاثين مليون دولار، وبلغت إيراداته 76.669.809 مليون دولار.

### ردود النقاد
حصل على الفيلم على مراجعات إيجابية. فقد حصل في موقع الطماطم الفاسدة على نسبة 65 بالمئة، أما في موقع ميتاكريتيك فقد حصل على نتيجة 57 بناء على 145 مراجعة. كتبت إليزابيث فايتسمان من صحيفة نيويورك ديلي نيوز: "نوعًا ما مضحك، ومؤثر وملهم بشكل كبير."

## الجوائز والترشيحات
| الجوائز             | الجوائز   | الجوائز       | الجوائز | الجوائز |
| الجائزة             | الفئة     | المرشح        | النتيجة |         |
| ------------------- | --------- | ------------- | ------- | ------- |
| جوائز بي إي تي 2005 | أفضل ممثل | صامويل جاكسون | رُشِّح     |         |

## وصلات خارجية
- الموقع الرسمي
- الموقع الرسمي للمدرب كارتر
- المدرب كارتر على موقع IMDb (الإنجليزية)
- المدرب كارتر على موقع ميتاكريتيك (الإنجليزية)
- المدرب كارتر على موقع روتن توميتوز (الإنجليزية)
- المدرب كارتر على موقع قاعدة بيانات الأفلام العربية
- المدرب كارتر على موقع ألو سيني (الفرنسية)
- المدرب كارتر على موقع Turner Classic Movies (الإنجليزية)
- المدرب كارتر على موقع أول موفي (الإنجليزية)
- المدرب كارتر على موقع بوكس أوفيس موجو (الإنجليزية)
- المدرب كارتر على موقع فيلمافينيتي (الإسبانية)
- المدرب كارتر على موقع قاعدة بيانات الأفلام السويدية (السويدية)
- فيلم المدرب كارتر على موقع أول موفي.